# Аварія на АЕС Сен-Лоран (1980)
47°43′12″ пн. ш. 1°34′49″ сх. д. / 47.72° пн. ш. 1.5802777777778° сх. д.

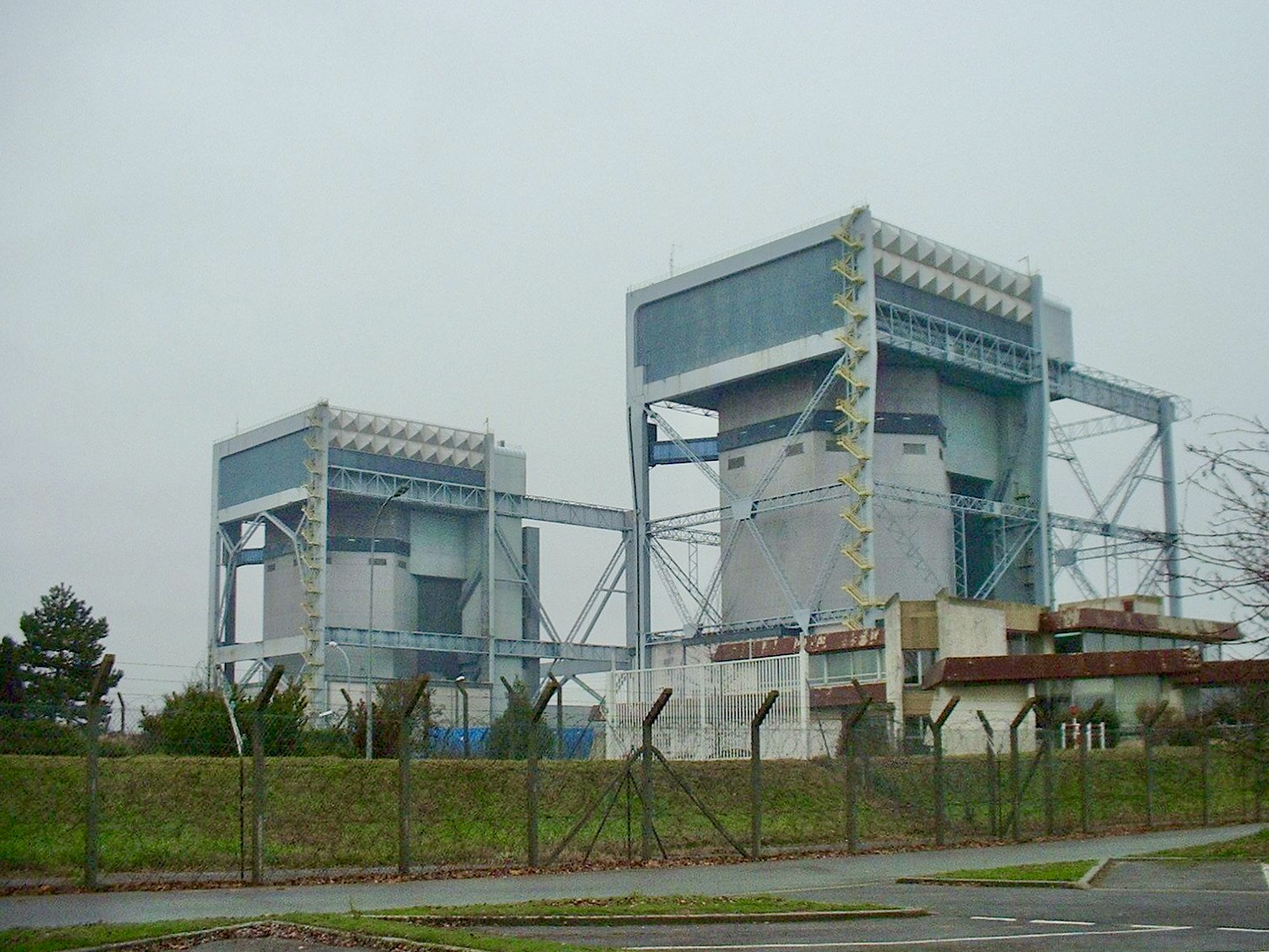
Зупинені блоки SLA1 і SLA2

Аварія на АЕС Сен-Лоран-дез-О (Saint-Laurent-des-Eaux) — найважчий радіаційний інцидент на ядерних об'єктах Франції, оцінюється 4 рівнем за шкалою INES.

## Аварія та її причини
Інцидент стався 13 березня 1980 на другому блоці (SLA-2), оснащеному графіто-газовим реактором UNGG (Uranium Naturel Graphite Gaz) потужністю 500 МВт, що працює на природному урані і охолоджується вуглекислим газом.
О 17 годині 40 хвилин реактор був автоматично заглушений через різке підвищення активності. Було з'ясовано, що сталося часткове розплавлення активної зони, викликане корозією конструкційних елементів паливних каналів. Розплавилися 2 тепловидільних елемента (в цілому 20 кг урану).

## Наслідки аварії
Протягом 29 місяців проводились роботи по очищенню реактора від розплавленого палива, в яких брало участь близько 500 осіб.
У процесі ліквідації аварії був проведений вимушений контрольований викид радіоактивного йоду в атмосферу (в обсязі 0,37 ГБк). Передбачається також витік плутонію в басейн Луари у розмірі 0,7 ГБк (що відповідає 0,3 г плутонію-239).
Блок SLA-2 остаточно повернувся в лад тільки в 1983 році, але його потужність була обмежена 450 МВт (ел.). Блок був закритий у 1992.